# Vladimir Guiliarovski
Vladimir Alexeïevitch Guiliarovski (en russe : Влади́мир Алексе́евич Гиляро́вский), né le 26 novembre 1855 (8 décembre dans le calendrier grégorien) dans le gouvernement de Vologda et décédé le 1er octobre 1935 à Moscou, est un écrivain, journaliste et chroniqueur de Moscou.

## Biographie
On a longtemps pensé que Guiliarovski est né en 1853, comme il le prétendit lui-même en célébrant ses 75 ans en 1928, mais en 2005 des recherches dans les registres d'église ont montré que sa naissance dans le village de Siama eut lieu en 1855, le 26 novembre de l'ancien calendrier, et son baptême y fut célébré trois jours plus tard.
Sa mère descendait d'une famille de cosaques zaporogues et mourut quand il avait 8 ans. Vladimir fut ensuite élevé par son père et sa belle-mère, étudia au lycée de garçons de Vologda, mais quitta le domicile familial en 1871 à l'âge de 15 ans, sans avoir terminé ses études secondaires. Il partit vers le sud, changeant fréquemment d'occupation et de lieu de résidence - il fut, entre autres, haleur sur la Volga, ouvrier et acteur amateur. Au début des années 1870 il arrive pour la première fois à Moscou et y fréquente une école militaire. Il s'engagea comme volontaire dans la guerre russo-turque de 1877-1878.
En 1881 Guiliarovski retourne à Moscou et y épouse en 1884 l'institutrice Maria Mourzina dont il avait fait la connaissance cinq ans auparavant à Penza. Il travaille alors comme acteur dans un petit théâtre dramatique et fait rapidement la connaissance d'Anton Tchekhov, avec qui il se noue d'amitié. Guiliarovski s'intéresse beaucoup à sa ville d'adoption et en particulier à la vie des petites gens de l'ancienne capitale ce qui l'amène à publier dans les années 1880 ses premières histoires courtes qui seront plus tard réunies dans le recueil Les Habitants des quartiers pauvres. En parallèle il commence à publier des articles et des récits dans les principaux journaux de Moscou - Boudilnik, Les Nouvelles russes, Oskolki, Rousskaïa gazeta (ru), Moskovski listok (ru), décrivant non seulement l'actualité des faits divers et du théâtre mais aussi la vie des plus démunis du quartier pauvre et criminel de Khitrovka. Cet intérêt assura à Guiliarovski l'estime des classes défavorisées de la ville et de ses collègues écrivains (Maxime Gorki lui demandera son aide pour l'écriture de la pièce Les Bas-fonds).
Guiliarovski poursuivit son activité de journaliste et de chroniqueur du quotidien pendant des décennies, jusqu'à sa mort. Dans les années 1910 il commence à préparer à partir de ces récits un livre décrivant en détail la vie quotidienne des habitants de Moscou.
La première édition de Moscou et les Moscovites, publiée en 1926, fut ensuite longuement retravaillée par Guiliarovski pour une seconde édition en 1934. Cet ouvrage est la référence concernant le quotidien des petites gens à la fin du XIXe siècle à Moscou.
Guiliarovski décède chez lui le 1er octobre 1935 et repose au cimetière de Novodevitchi, à Moscou. Une rue de Moscou porte son nom.

## Œuvres

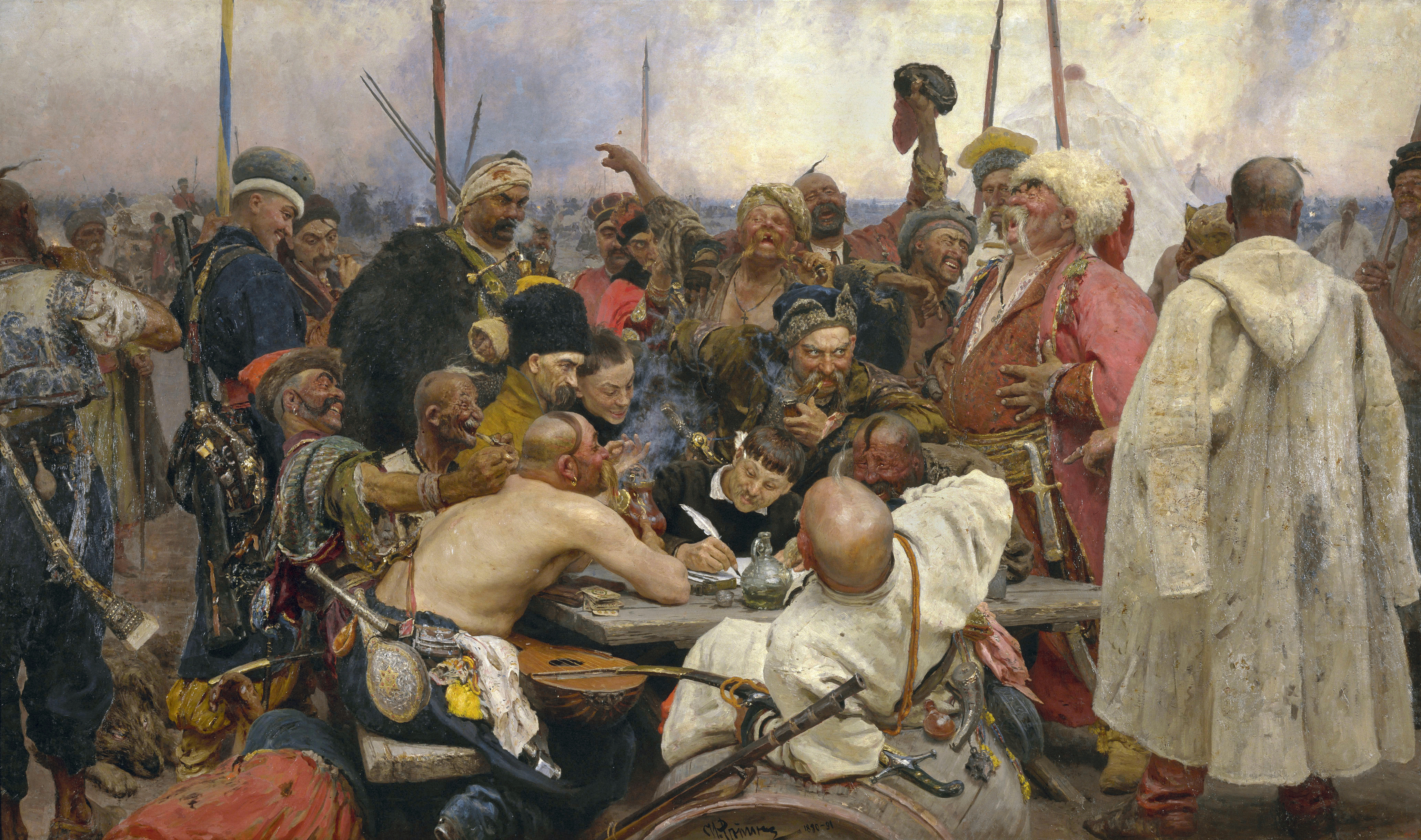
Ilia Répine « Les Cosaques zaporogues écrivant une lettre au sultan de Turquie ». Guiliarovski a servi de modèle au cosaque en rouge en train de rire

Les œuvres majeures de Vladimir Guiliarovski sont :
- Les Habitants des quartiers pauvres (Трущобные люди) (1887)
- Moscou et les Moscovites (Москва и москвичи) (1926)
- Mes errances (Мои скитания) (1928)
- Les Gens du théâtre (Люди театра) (publié en 1941)[1]
- La Presse de Moscou (Москва газетная) (publié en 1960)